# Прем'єр-міністр Маврикію
Прем'єр-міністр Маврикію — найвища посада виконавчої влади і голова уряду держави Маврикій. Обирається в парламенті Маврикію за результатами парламентських виборів.

## Перелік прем'єр-міністрів Маврикію
- 1968—1982 — Сівусагур Рамгулам
- 1982—1995 — Аніруд Джагнот
- 1995—2000 — Навін Рамгулам
- 2000—2003 — Аніруд Джагнот (2-ий раз)
- 2003—2005 — Поль Беранже
- 2005—2014 — Навін Рамгулам (2-ий раз)
- 2014—2017 — Аніруд Джагнот (3-ий раз)[2]
- 2017—2024 — Правінд Джагнот
- з 2024 — Навін Рамгулам (3-ий раз)[3]